# Vipera berus
La víbora común europea (Vipera berus) es una especie de serpiente venenosa que pertenece a la familia de las víboras (Viperidae). Su área de distribución geográfica se extiende de Europa occidental hasta el Extremo Oriente,  y es conocida por una multitud de nombres comunes.
Esta especie no es considerada muy peligrosa; no es agresiva y generalmente sólo muerde cuando es asustada, molestada o acorralada. Las mordeduras pueden ser muy dolorosas, pero rara vez son letales. El nombre específico, berus, viene del neolatín y fue utilizado anteriormente para referirse a otra serpiente, posiblemente la culebra de collar Natrix natrix.
Habita en varios tipos de terreno ya que la complejidad de su hábitat es esencial para diferentes aspectos de su comportamiento. Se alimenta de pequeños mamíferos, aves, reptiles, anfibios y, en algunos casos, de arañas, gusanos e insectos. Las hembras crían una vez cada dos o tres años, y en el hemisferio norte sus literas nacen por lo general desde finales del verano hasta principios del otoño. La víbora común, como la mayoría de las víboras, es ovovivípara; el tamaño de las camadas varía de 3 a 20 crías que se mantienen en la compañía de su madre durante algunos días. Los adultos alcanzan una longitud de 60 a 90 cm y un peso de 50 a 180 g. Se reconoce tres subespecies, incluyendo la subespecie nominal que se describe aquí. No se considera en peligro de extinción, aunque está protegida en algunos países. Ha sido tema del folclore en varios países europeos.

## Descripción
La especie adulta tiene un cuerpo relativamente grueso, y alcanza una longitud de 60 cm con un promedio de 55 cm. Sin embargo, la longitud máxima varía según la región. Las más grandes, con una longitud de más de 90 cm, se encuentran en los países escandinavos donde se observaron dos víboras de 104 cm. En Francia y Gran Bretaña, el tamaño máximo es de 80 a 87 cm. Su peso varía entre 50 g y aproximadamente 180 g.

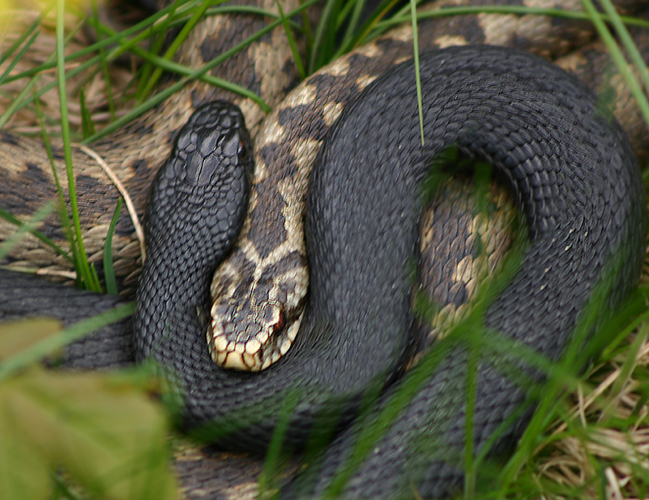
V. berus: patrón de color normal y melánico.

La cabeza es bastante ancha y sus lados son casi planas y verticales. El borde de la boca se eleva por lo general en una cresta baja. Vista desde arriba, la escama rostral no es visible, o lo es apenas. Inmediatamente detrás de la rostral, hay dos (raramente una) pequeñas escamas. La parte dorsal tiene por lo general cinco placas grandes: una escama frontal cuadrada (más larga que ancha, a veces rectangular), dos escamas parietales (a veces con una pequeña escama entre la frontal y las parietales), y dos escamas supraoculares largas y estrechas. Estas últimas son grandes y distintas, cada una separada de la delantera por 1-4 pequeñas escamas. Los orificios nasales se encuentran en una depresión poco profunda dentro de una escama nasal grande. El ojo es relativamente grande —igual en tamaño o ligeramente más grande que la escama nasal— pero a menudo más pequeña en las hembras. Por debajo de las supraoculares hay 6-13 (generalmente 8-10) pequeñas escamas circumorbitales. Las escamas temporales son lisas (rara vez ligeramente quilladas). Hay 10-12 escamas sublabiales y 6-10 (generalmente 8-9) escamas supralabiales. De estas últimas, las escamas número 3 y 4 son las más grandes, mientras que 4 y 5 (raramente 3 y 4) están separadas del ojo por una sola fila de pequeñas escamas (a veces dos filas en víboras alpinas). A medio cuerpo hay 21 filas de escamas dorsales (rara vez 19, 20, 22 o 23). Estas son escamas fuertemente quilladas, a excepción de las que limitan con las escamas ventrales. Estas escamas parecen ser levemente conectadas a la piel, y las filas más bajas vuelven cada vez más amplias; las más cercanas a las escamas ventrales son dos veces más anchas que las que se encuentran a lo largo de la línea media. Los machos tienen 132 a 150 escamas ventrales, y las hembras de 132 a 158. La especie tiene una placa anal única. Los machos tienen 32-46 escamas subcaudales apareadas y las hembras 32-46.
La coloración puede variar desde muy claro con pequeñas barras dorsales oscuras incompletas, hasta un color marrón con manchas marrones oscuras tenues o claras, e incluso hasta una coloración melánica, totalmente oscura y careciendo de cualquier patrón dorsal aparente. Sin embargo, la mayoría tiene algún tipo de patrón dorsal a lo largo de toda la longitud del cuerpo y de la cola. En la parte posterior de la cabeza tiene una marca distintiva oscura en forma de V o X. Una raya oscura se extiende desde el ojo hasta el cuello y continúa como una serie longitudinal de puntos a lo largo de los flancos.
Existe dimorfismo sexual, una característica inusual para serpientes. Las hembras son generalmente de color marrón-parduzco con manchas de color marrón oscuro. Los machos son de color gris con manchas negras. El color de fondo de los machos es a menudo ligeramente más claro que el de las hembras, lo que destaca el patrón dorsal negro en forma de zigzag.

## Distribución y hábitat
Vipera berus tiene una amplia distribución en Eurasia; su área de distribución incluye el noroeste de Europa (Gran Bretaña, Escandinavia, Países Bajos, Bélgica, Alemania, Austria, Francia), el sur de Europa (norte de Italia, Albania, Croacia, Macedonia, Bulgaria, y el norte de Grecia), Europa del Este (incluso las zonas al norte del círculo polar ártico), Rusia (hasta el Océano Pacífico), isla de Sajalín, Corea del Norte, el norte de Mongolia y el norte de china. En varios países europeos es notable por ser la única serpiente venenosa nativa.
La localidad tipo fue inicialmente clasificada como «Europa». Mertens y Müller (1940) propusieron limitar la localidad tipo a «Upsala, Schweden» (Uppsala, Suecia) y finalmente fue limitada a Berthåga, Uppsala por la designación de un neotipo por Krecsák & Wahlgren (2008). Su distribución altitudinal se extiende del nivel del mar hasta 2700 m s. n. m. (en los Alpes y Bulgaria).
Esta especie requiere un hábitat variado que cumple con sus diferentes necesidades, tales como calentarse en el sol, alimentarse, hibernar, y debe ofrecer suficiente protección contra depredadores y contra el hostigamiento por seres humanos. Vive en una variedad de hábitats, incluyendo zonas calcáreas, laderas rocosas, brezales, matorrales arenosos, praderas, campos degradados, bordes de bosque, claros y desmontes soleados, taludes y setos tupidos, vertederos, dunas costeras, y canteras.
También habita en humedales si cuentan con tierra seca en las inmediaciones, es decir en las orillas de los ríos, lagos y estanques.

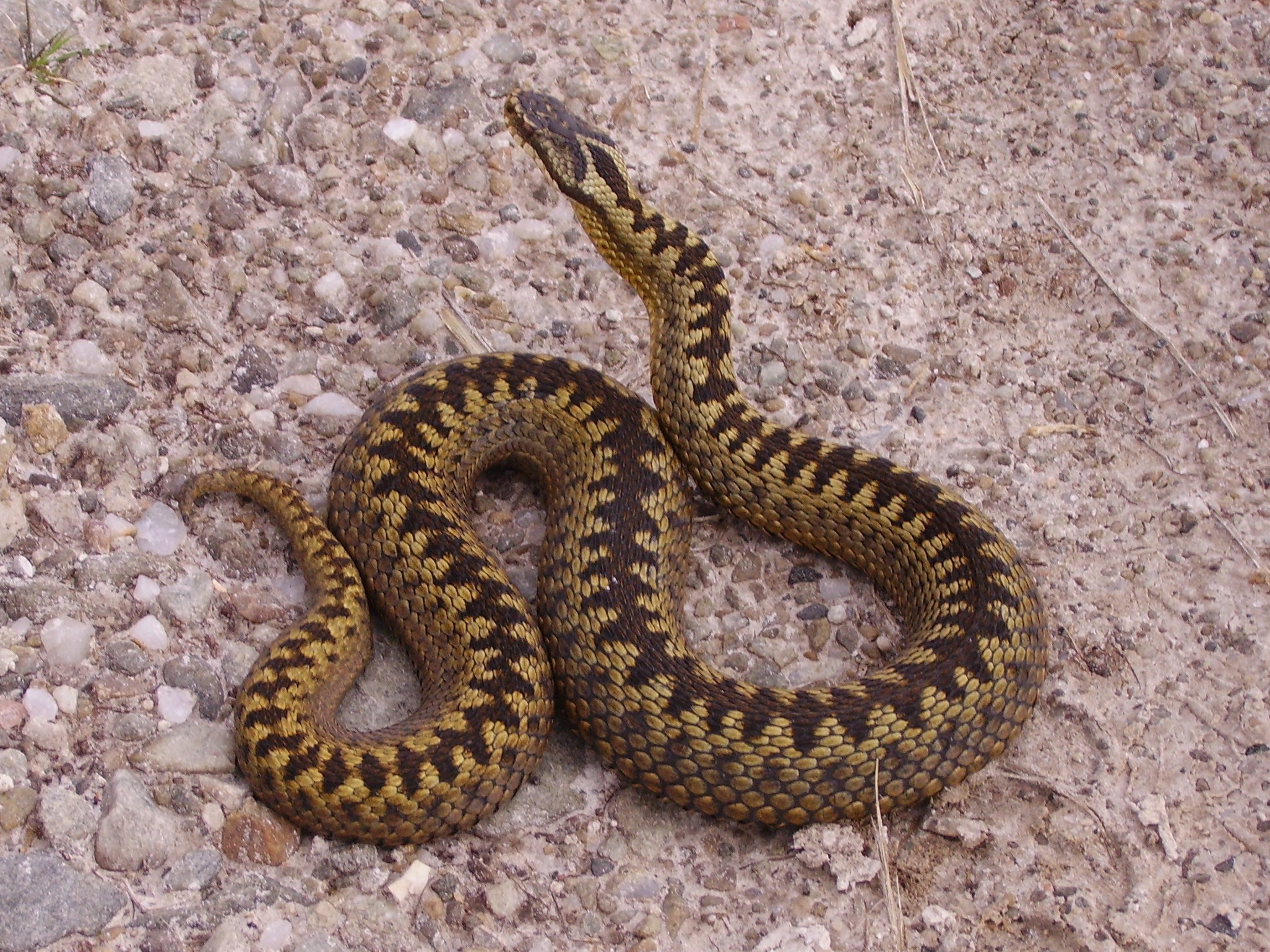
V. berus, hembra.

En gran parte del sur de Europa, tal como el sur de Francia y norte de Italia, puede habitar sea en humedales bajos o en zonas altas. En los Alpes suizos puede vivir hasta una altitud cerca de 2700 m s. n. m. En Hungría y Rusia, evita estepas abiertas, un hábitat en el que es más probable que ocurra V. ursinii. Sin embargo, en Rusia se produce en la zona de la estepa forestal.

## Comportamiento
Es principalmente diurna, especialmente en el norte de su área de distribución. Más al sur, parece ser activa después de la caída del sol, e incluso en la noche durante los meses de verano. Es predominantemente una especie terrestre, aunque puede subir taludes y en arbustos bajos para tomar el sol o buscar presas.

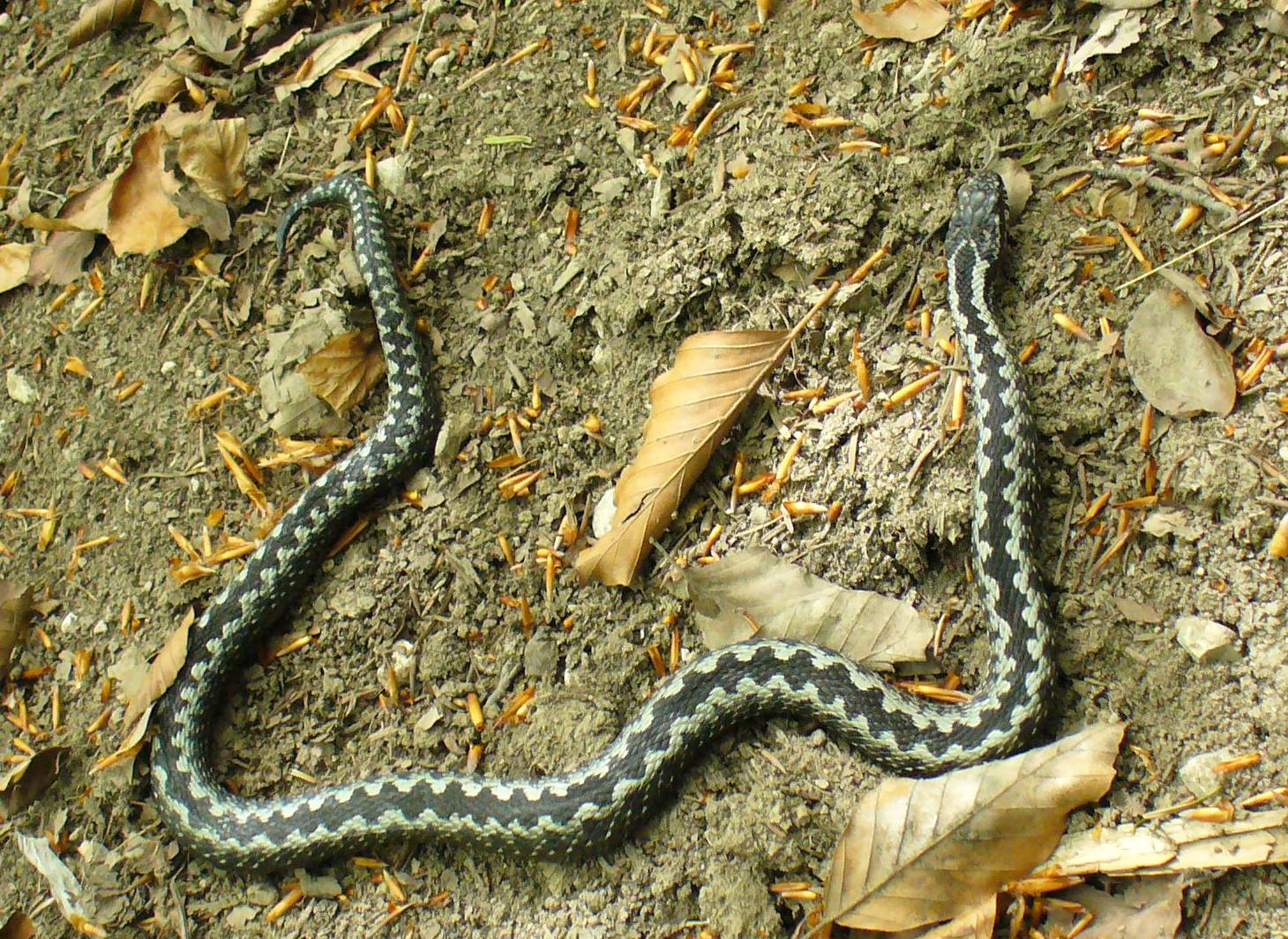
V. berus macho.

No es una especie agresiva, sino más bien tímida, y suele desaparecer entre la maleza al menor señal de peligro, pero regresará una vez que todo se vuelva tranquilo, a menudo en el mismo lugar. Por lo general sólo muerde cuando está acorralada o asustada, por ejemplo cuando los seres humanos pisan encima de ellas o cuando tratan de recogerlas. En ocasiones, revelará su presencia con un silbido fuerte y sostenido, con la esperanza de disuadir agresores potenciales. A menudo, estas resultan ser hembras embarazadas. Cuando se ve amenazada, la parte delantera del cuerpo toma la forma de un S para prepararse para lanzar un eventual ataque defensivo.
Está adaptada al frío y hiberna durante el invierno. En Gran Bretaña, los machos y las hembras hibernan durante 5 a 6 meses respectivamente. En el norte de Suecia la hibernación dura de 8 a 9 meses. En los días de invierno suaves, pueden emerger para tomar el sol donde la nieve se ha derretido y con frecuencia se trasladan sobre la nieve. Alrededor del 15 % de los adultos y 30 a 40 % de los juveniles mueren durante la hibernación.

### Alimentación
Se alimenta principalmente de pequeños mamíferos, tales como ratones, campañoles, y musarañas, así como lagartijas. A veces, atrapa lagartos de cristal, e incluso comadrejas y topos. También se alimenta de anfibios, tales como ranas, tritones y salamandras, así como de aves, especialmente pollitos y huevos para los cuales sube en arbustos y matorrales. Por lo general la dieta varía dependiendo de la localidad. Las serpientes juveniles se alimentan de las crías de mamíferos, lagartijas y ranas, así como de gusanos y arañas. Una vez que alcanzan una longitud de unos 30 cm, su dieta empieza a parecer a la de los adultos.

### Reproducción
En Hungría, el apareamiento tiene lugar en la última semana de abril, mientras que en el norte ocurre más tarde, en la segunda semana de mayo. También se observaron apareamientos en junio y hasta principios de octubre, pero no se sabe si los apareamientos de otoño resultan en neonatos. Las hembras suelen reproducirse una vez cada dos años, o incluso una vez cada tres años si las estaciones son cortas y el clima relativamente frío.

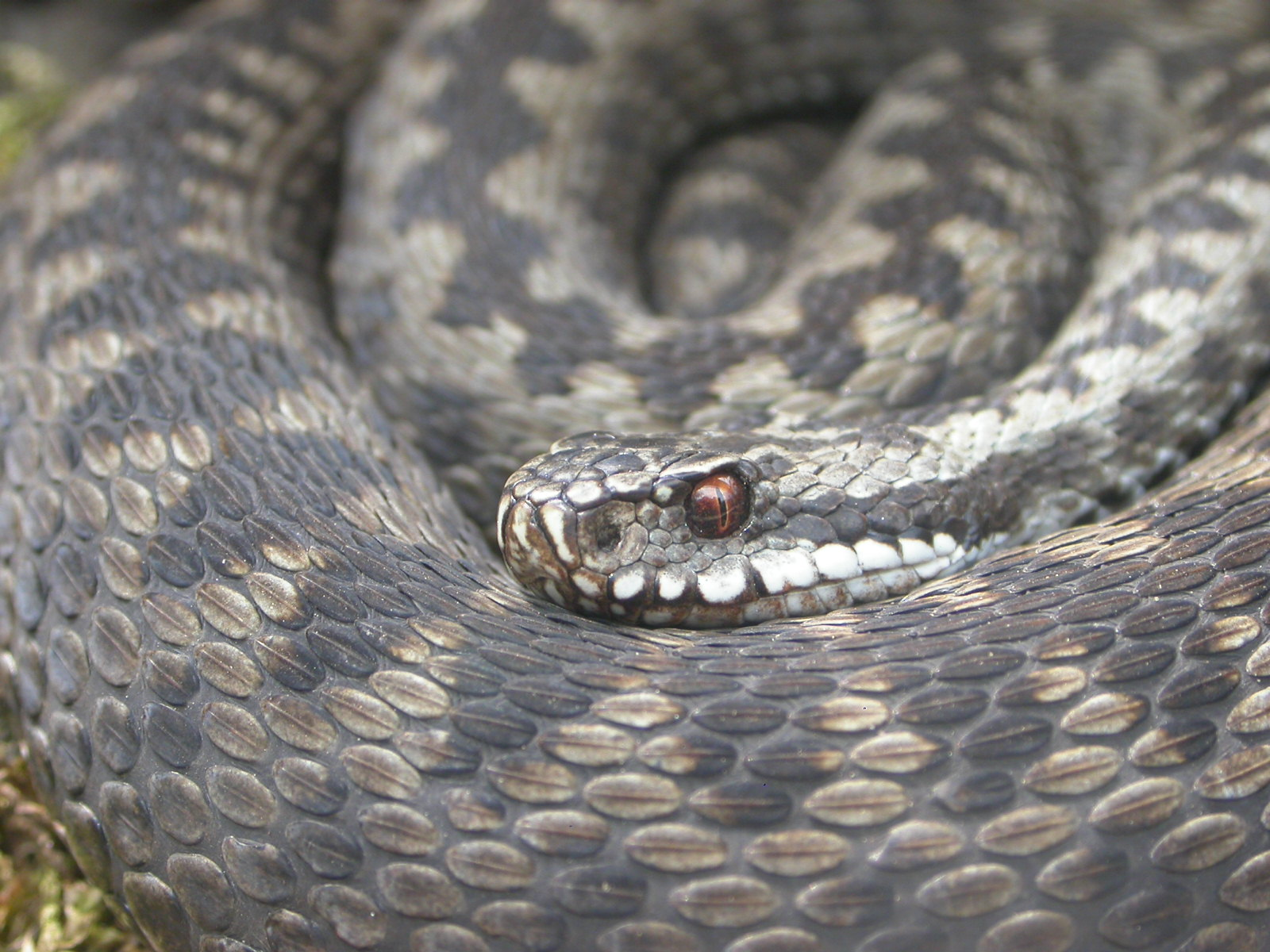
V. berus - se puede distinguir las escamas quilladas en el área dorsal.

Los machos encuentran las hembras siguiendo sus rastros de olor, a veces, rastreándolas por cientos de metros por día. El macho persiste en seguir la hembra cuando ella huye del encuentro. El cortejo incluye un movimiento ondulante y fluido con los cuerpos paralelos, lado a lado; chasquean la lengua a lo largo de la espalda y mueven la cola de forma excitada. Las parejas permanecen juntas durante uno o dos días después del apareamiento. Los machos enfrentan a sus rivales y entran en combate. El combate suele comenzar con el antemencionado comportamiento ondulante y fluido para luego culminar en un dramático «baile». En este acto, los machos se enfrentan, levantando la parte delantera del cuerpo con movimientos ondulantes y tratan de empujar el adversario en el suelo. Esto se repite hasta que uno de los dos se agota y se retira para buscar una nueva pareja. Curiosamente, Appleby (1971) señala que nunca pudo observar un intruso ganar uno de estos concursos, y parece como si el defensor es tan excitado por el cortejo que se niega a perder la oportunidad de aparearse. No hay registros de que los machos se muerdan durante estos combates.

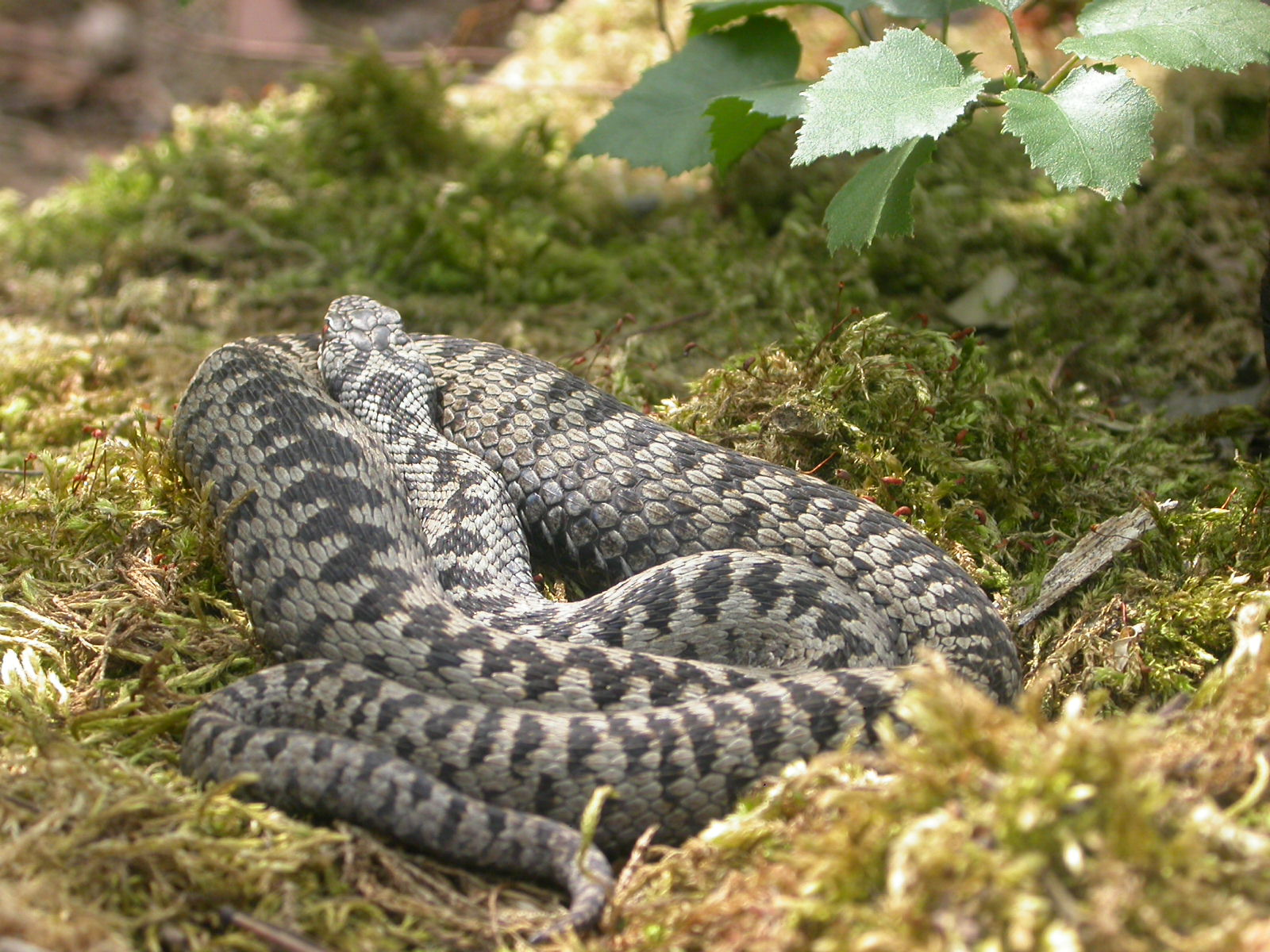
V. berus, macho.

Por lo general las hembras dan luz en agosto o septiembre, pero a veces ya en julio, o tan tarde como a principios de octubre. Las camadas varían en tamaño de 3 a 20. Las crías generalmente nacen encerradas en un saco transparente del que deben liberarse. A veces, logran liberarse de esta membrana, mientras todavía se encuentran en el interior de la hembra. Los neonatos miden entre 14 y 23 cm (el promedio es 17 cm), y al nacer tienen un aparato para la administración de veneno totalmente funcional, así como una reserva de vitelo dentro de sus cuerpos. Mudan por primera vez al cabo de uno o dos días. Las crías permanecen cerca de su madre durante varios días después del nacimiento, aunque las mismas madres no parecen mostrar un interés por sus crías.

## Veneno
Debido al acelerado ritmo de expansión humana en todo el rango de esta especie, las mordeduras son relativamente comunes. Los animales domésticos y el ganado son víctimas frecuentes. En Gran Bretaña, la mayoría de las mordeduras ocurre entre marzo y octubre. En Suecia, se registraron cerca de 1300 mordeduras de seres humanos por año, y se estima que en 12% de estos casos se requirió la hospitalización de la víctima. Existen al menos seis sueros antiofídico diferentes para tratar las mordeduras de esta especie.
Mallow et al. (2003) señalaron que el veneno de V. berus tiene una toxicidad relativamente baja en comparación con otras especies de víboras. Citan a Minton (1974) quién registró los siguientes valores para la dosis letal media (LD50) en ratones: 0,55 mg/kg IV, 0,80 mg/kg IP, y 6,45 mg/kg SC.
A modo de comparación, en una prueba la dosis letal mínima para un conejillo de Indias fue de 40-67 mg utilizando el veneno de V. berus, pero solo se necisitaba 1,7 mg del veneno de la víbora de Russell. Brown (1973) da un rango más elevado para LD50 de 1,0-4,0 mg/kg. Todos coinciden en que el rendimiento del veneno es bajo: Minton (1974) menciona un rendimiento de 10-18 mg para individuos con una longitud de 48-62 cm, mientras que Brown (1973) sólo registró 6 mg.

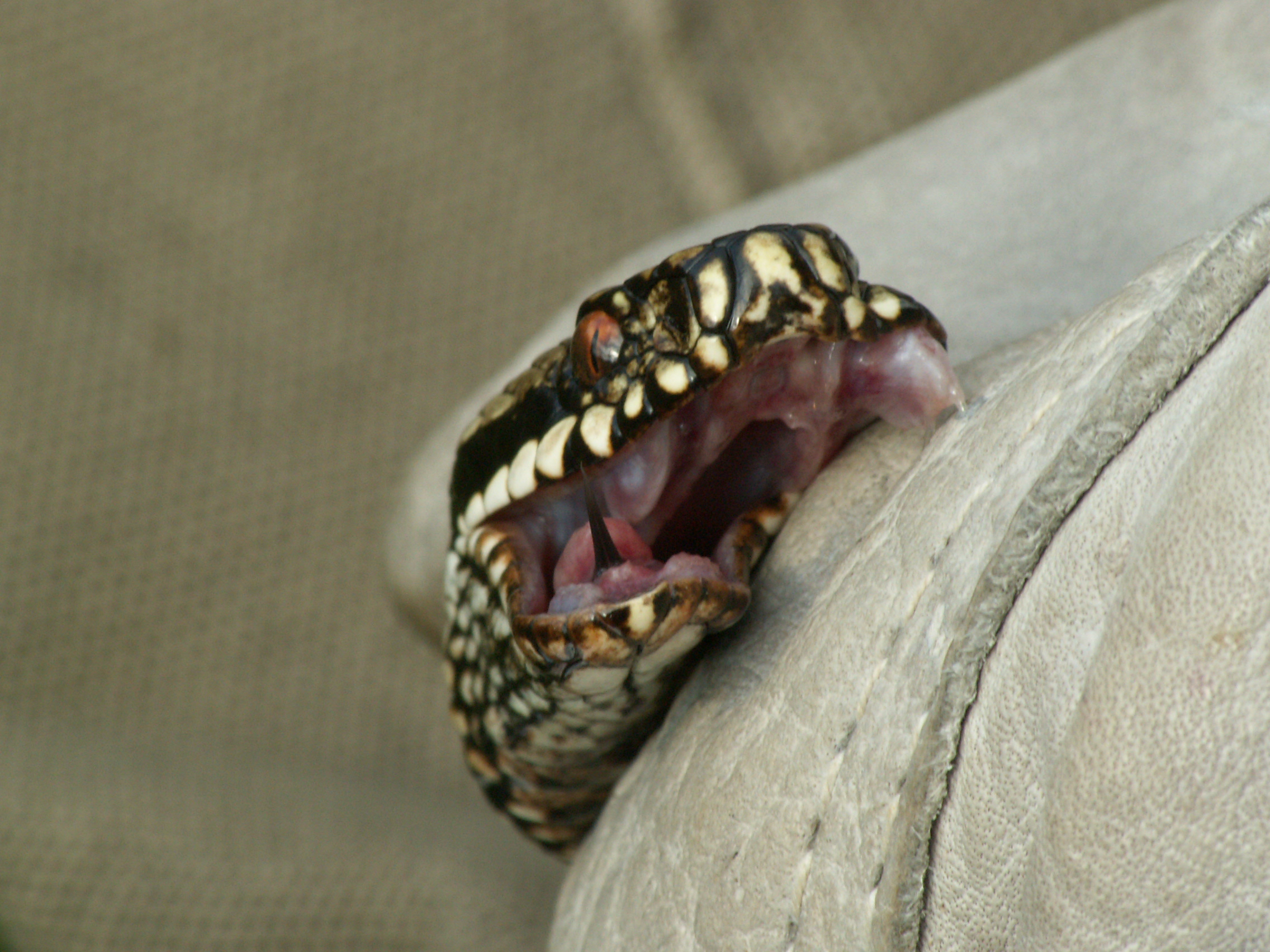
Vipera berus; el colmillo erecto dejó una pequeña mancha de veneno en el guante de cuero.

Comparado con otras víboras, las mordeduras de esta especie no son muy peligrosas para los seres humanos. En Gran Bretaña se atiende a un promedio de dos mordeduras por semana, pero solo se registraron 14 víctimas mortales desde 1856; la última víctima fue un niño de 5 años que falleció en 1975. También hubo una mordedura casi fatal de una mujer de 39 años en Essex en 1998. Una mujer de 82 años murió después de una mordedura en Alemania en 2004, aunque no está claro si esta muerte es atribuible al efecto del veneno. Aun así, es siempre aconsejable buscar ayuda médica profesional lo más pronto posible después de cualquier mordedura. Ocasionalmente las mordeduras pueden potencialmente ser mortales, especialmente en niños pequeños, mientras que los adultos pueden experimentar malestar y discapacidad mucho tiempo después de la mordedura. La duración de la recuperación varía, pero puede tardar hasta un año.
Los síntomas locales incluyen dolor inmediato e intenso, seguido de hinchazón y una sensación de hormigueo al cabo de unos minutos (aunque a veces ocurre después de hasta 30 minutos). La formación de ampollas que contienen sangre no es un síntoma común. El dolor puede propagarse dentro de unas horas, aparejado con sensibilidad del lugar e inflamación. Pueden aparecer líneas linfangíticas rojizas y moretones, y todo el miembro puede hincharse y volverse amoratada dentro de 24 horas. La inflamación también puede extenderse al tronco, y en el caso de niños, por todo el cuerpo. La necrosis y los síndromes intracompartimentales son muy raros.
Los síntomas sistémicos derivados de anafilaxis pueden ser dramáticos. Estos pueden aparecer dentro de los 5 minutos después de la mordedura, o hasta varias horas más tarde. Estos síntomas incluyen náuseas, movimientos antiperistálticos y vómitos, cólicos abdominales y diarrea, incontinencia de la orina y las heces, sudor, fiebre, vasoconstricción, taquicardia, mareos, pérdida del conocimiento,  ceguera, choque, angioedema de la cara, los labios, las encías, la lengua, la garganta y epiglotis, urticaria y broncoespasmo. Si se deja sin tratamiento, estos síntomas pueden persistir o fluctuar durante un máximo de 48 horas. En los casos severos, puede producirse insuficiencia cardiovascular.

## Taxonomía
La especie tiene tres subespecies reconocidas:
| Subspecies          | Autor de taxón   | Nombre común                     | Distribución geográfica |
| ------------------- | ---------------- | -------------------------------- | --- |
| V. b. berus         | (Linnaeus, 1758) | Víbora común europea             | Noruega, Suecia, Finlandia, Letonia, Estonia, Lituania, Francia, Dinamarca, Alemania, Austria, Suiza, norte de Italia, Bélgica, Países Bajos, Gran Bretaña, Polonia, República Checa, Eslovaquia, Hungría, Rumanía, Rusia, Mongolia, noroeste de China (norte de Xinjiang) |
| V. b. bosniensis    | Boettger, 1889   | En inglés: Balkan cross adder    | Península Balcánica |
| V. b. sachalinensis | Zarevskij, 1917  | En inglés: Sakhalin Island adder | Extremo oriente de Rusia (Óblast de Amur, krai de Primorsk, krai de Jabárovsk, isla de Sajalín), Corea del Norte, noreste de China (Jilin) |

En algunas publicaciones recientes, las subespecies V. b. bosniensis y V. b. sachalinensis son consideradas como especies.

## Conservación
Aunque la Unión Internacional para la Conservación de la Naturaleza (UICN) señala que la población está disminuyendo, V. Berus sigue siendo clasificada como una «especie bajo preocupación menor»  en vista de su amplia distribución, su población grande, su amplia gama de hábitats diferentes y la lenta tasa de disminución poblacional. Además, habita en un gran número de áreas protegidas. Entre los principales factores que contribuyen a su reducción poblacional se incluye el deterioro y la reducción de hábitats por diferentes razones, la fragmentación de la población en Europa debido a las prácticas de agricultura intensiva y la captura para el comercio de mascotas o para la extracción de veneno.
En el Reino Unido está prohibido matar, herir, lastimar o vender víboras bajo la ley desde 1981 (Wildlife and Countryside Act). La víbora común está clasificada como «en peligro de extinción» en Suiza y está protegida en varios países dentro de su área de distribución. Esta especie está clasificada como protegida (Anexo III) en el marco del Convenio de Berna.

## Galería

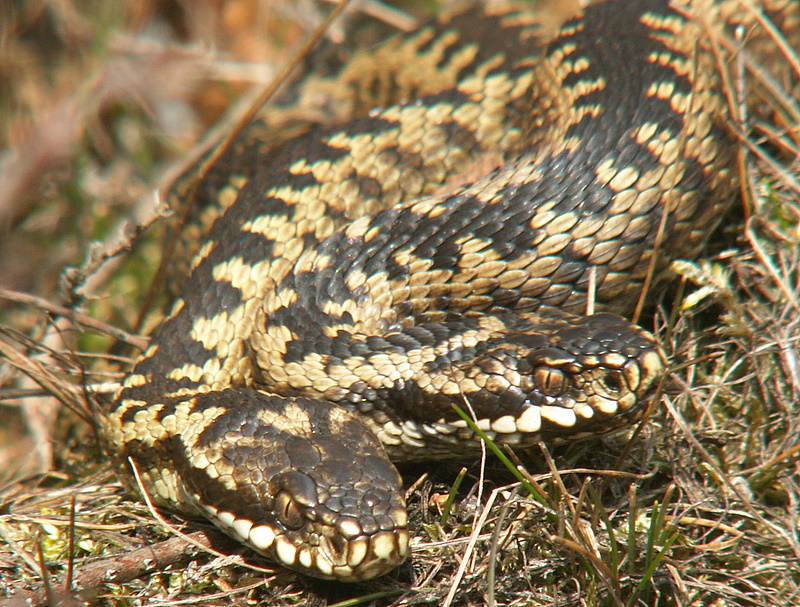
Dos machos. Foto: Piet Spaans.
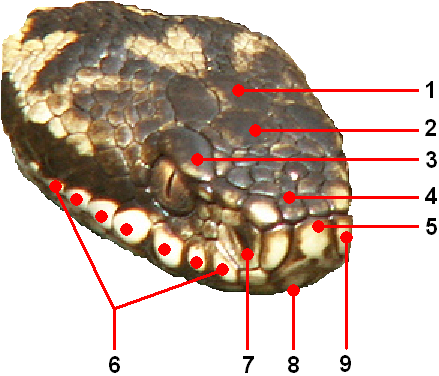
Escamas de la cabeza. Trabajo de B kimmel a partir de la foto de Piet Spaans.